# Скромов, Паулу
Паулу ди Маттус Скромов (порт. Paulo de Mattos Skromov; род. в августе 1946 года, Пирасикаба) — бразильский профсоюзный деятель и левый политический активист, один из главных организаторов Партии трудящихся (ПТ).

## Биография
Сын литовского рабочего русского происхождения и бразильской учительницы. Участвуя в профсоюзном движении с 1960-х годов, он возглавил профсоюз кожевников штата Сан-Паулу. В 1968 году в контексте молодёжного движения протеста пришёл к троцкизму через студентов из Университет Сан-Паулу. В годы военной диктатуры подвергался преследованиям и арестам; чтобы избежать тюремного срока, на время уехал в Аргентину.
В 1970-х вёл работу по объединению разрозненных троцкистских организаций. В итоге, его группа, Бразильская марксистская организация (Organização Marxista Brasileira), создала более широкую Интернационалистскую социалистическую организацию — Труд (Organização Socialista Internacionalista — O Trabalho), однако в 1978 году Луис Фавре, представлявший их в Париже в ламбертистском Организационном комитете за реконструкцию Четвёртого интернационала, исключил Скромова из организации.
В декабре 1978 года организовал Движение за Партию трудящихся, намереваясь объединить представителей рабочего, крестьянского, других социальных движений и левых интеллектуалов в широкой левой партии, борющейся против диктатуры. Ключевую роль на подготовительном этапе играл профсоюзный актив и троцкисты (как ветераны движения вроде Мариу Педрозы, так и новые группировки наподобие Социалистической конвергенции, Convergência Socialista). Скромов представлял обе эти среды, и совместно с товарищами по профсоюзному движению, разработал воззвания к объединению, а затем проект Устава ПТ в мае 1979 года.
Председательствовал на учредительном пленарном заседании Партии трудящихся в колледже Сион в Сан-Паулу 10 февраля 1980 года. Был избран членом национального руководства Партии трудящихся и Центрального единства трудящихся (Central Única dos Trabalhadores), крупнейшего профсоюзного объединения Бразилии.